# オオヘビガイ
オオヘビガイ Serpulorbis imbricatus は巻き貝の1種で、岩石の上に殻を固着させて生活する。巻き方は不規則で、時にほぐれた形にもなる。

## 特徴
岩の上に殻を固着させて成長するため、岩の形などによってその形は多少変わる。おおよそでは成貝で殻径50mm、殻高20mm程度になる。殻口の径は老成貝で15mm程度。固着して後は次第に殻の径を増しながら巻き上がってゆく形になり、上から見ると左巻きに見える。ただし巻かずに伸びてしまった形で育つ例もある。なお殻口部分はそこまで巻いてきた殻の上に乗るか、または多少基盤を離れて立つ傾向がある。螺管断面が半円形から円形で、表面には幾筋かの瓦状の螺肋と多数の糸状の螺肋がある。殻の表面は淡灰褐色で、殻口の内面は白い。
殻は巻き上がっているので見た目は左巻きに見え、これを超右巻き(Superdextral)という。

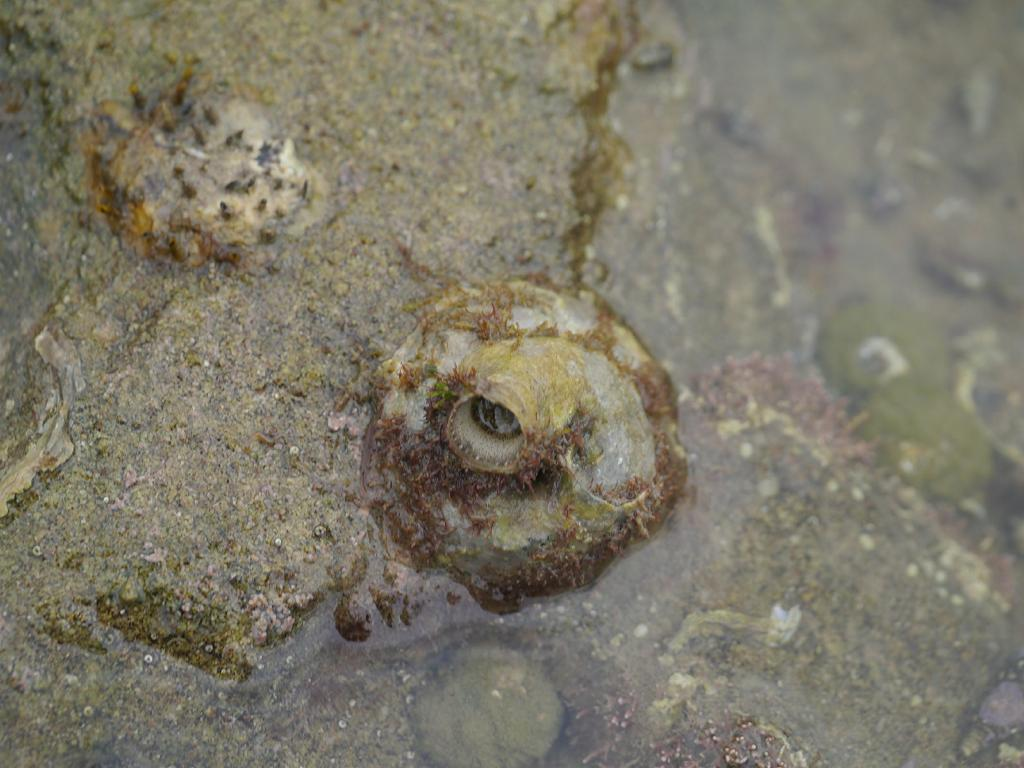
成貝・比較的綺麗に巻いている個体
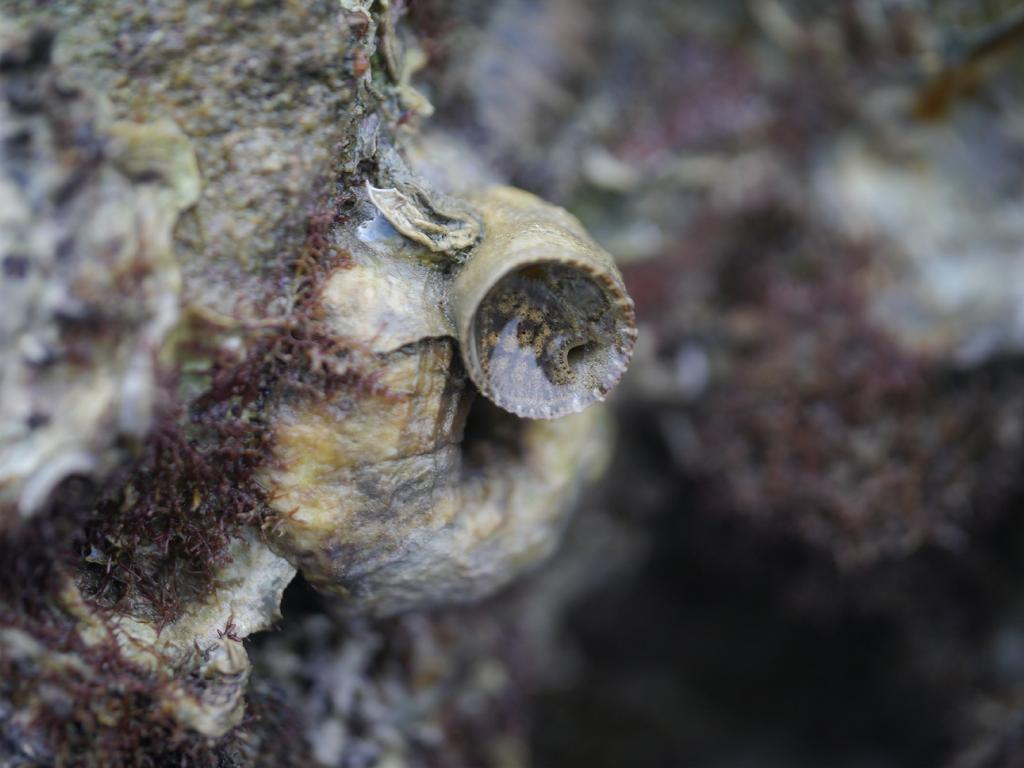
側面と殻口、肉体が見える

## 生態など
活動として殻から肉体を出すことはなく、せいぜい頭が見える程度である。摂食方法としては粘液を分泌してそれを水中に網状に広げ、これに引っかかったデトリタス等を回収して食べる。網となる粘液は足から分泌される。食べる際は粘液ごと回収してしまう。
繁殖時は夏で、卵の入った袋を殻の入り口の内側につるす。卵はこの嚢内で孵化し、ベリジャー幼生となって泳ぎ出る。胎殻は右巻きで滑らかで光沢がある。
なお繁殖には他家受精が必要であるが、本種は集団を作らない。つまり他個体と接触する方法がない。受精に関しては雄が精子のカプセルを放出し、雌が粘液の糸で絡め取ってそれを回収、体内で受精が行われる、との報告がある由。

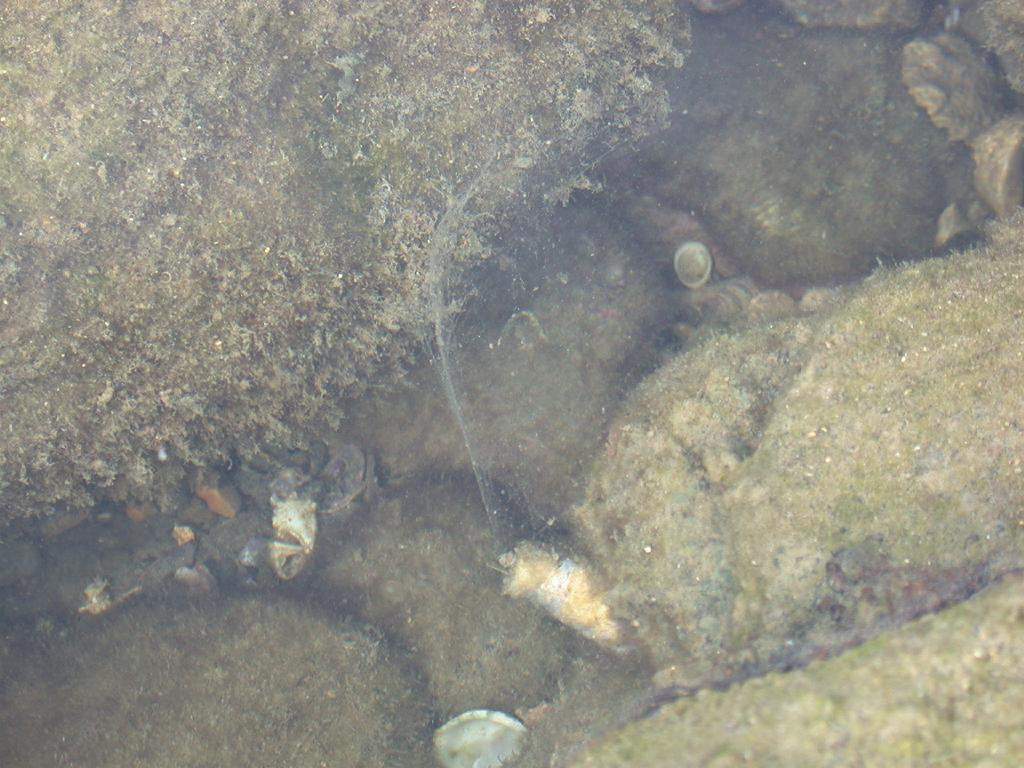
殻口から粘液の網が伸びている

## 分布と類似種など
日本では北海道以南、それに台湾と中国に分布する。生息地は沿岸岩礁の潮間帯である。波当たりの弱い岩場やタイドプールでよく見られる。
日本本土ではどこでも普通だが、奄美ではこれに代わってリュウキュウヘビガイ S. trimeresurus が出現する。ただしこの種は四国南部からも知られる。また殻に薄紫や褐色の斑があるソメワケヘビガイも紀伊半島以南に分布する。
なお、別属のフタモチヘビガイ Dendropoma maximum は殻に蓋を持つ。紀伊半島以南に見られる。

## 他の生物との関係
本種の死んだ殻は岩の上にパイプ状の構造を作ることになり、岩表面の構造を複雑化し、他生物が利用することで種多様性を高める効果がある。ナベカやクモギンポ(どちらもイソギンポ科の魚類)が産卵床として利用することが知られている。コケギンポでは二枚貝に産卵する例もあるが、本種の殻を利用する率が高い。またこの種では雄が卵の保護を行うが、その際に雄が殻口から頭部だけを出すと、頭についている皮質の突起が周囲の付着生物と紛らわしく見え、一種の隠蔽の効果を持っているとみられる。
また本種の殻の隙間にはゴカイ類などが住み着いている。その中には本種が出して栄養分を集める粘液を食べるものがあると考えられる。クマドリゴカイ Perinereis cultrifera は実験室内の観察で本種が粘液を引き戻して摂食する際に殻口に出てきて、その一部を摂食することが観察された。これは一種の盗み寄生と考えられる。他にもゴカイの1種 Nereis sp. やシリス科の1種 Ophisthosyllis sp. が同様の行動を取っているらしいことも観察されており、同様の関係を持っている可能性がある。これらのゴカイ類の摂食が本種の栄養にどれほど影響があるかなどは未知である。

## 利用
一般に広く利用されるものではないが、肉は食べれば美味であり、食用とする地域がある。ハンマーや鏨などを使って剥がす必要があるが、茹でたところで殻の口のところを割ってから口からすすり込むと食べやすく、粘液が多くとろりとした舌触りと甘みのある貝独特のうまみが絶品とのことである。